# Elkerülési zóna

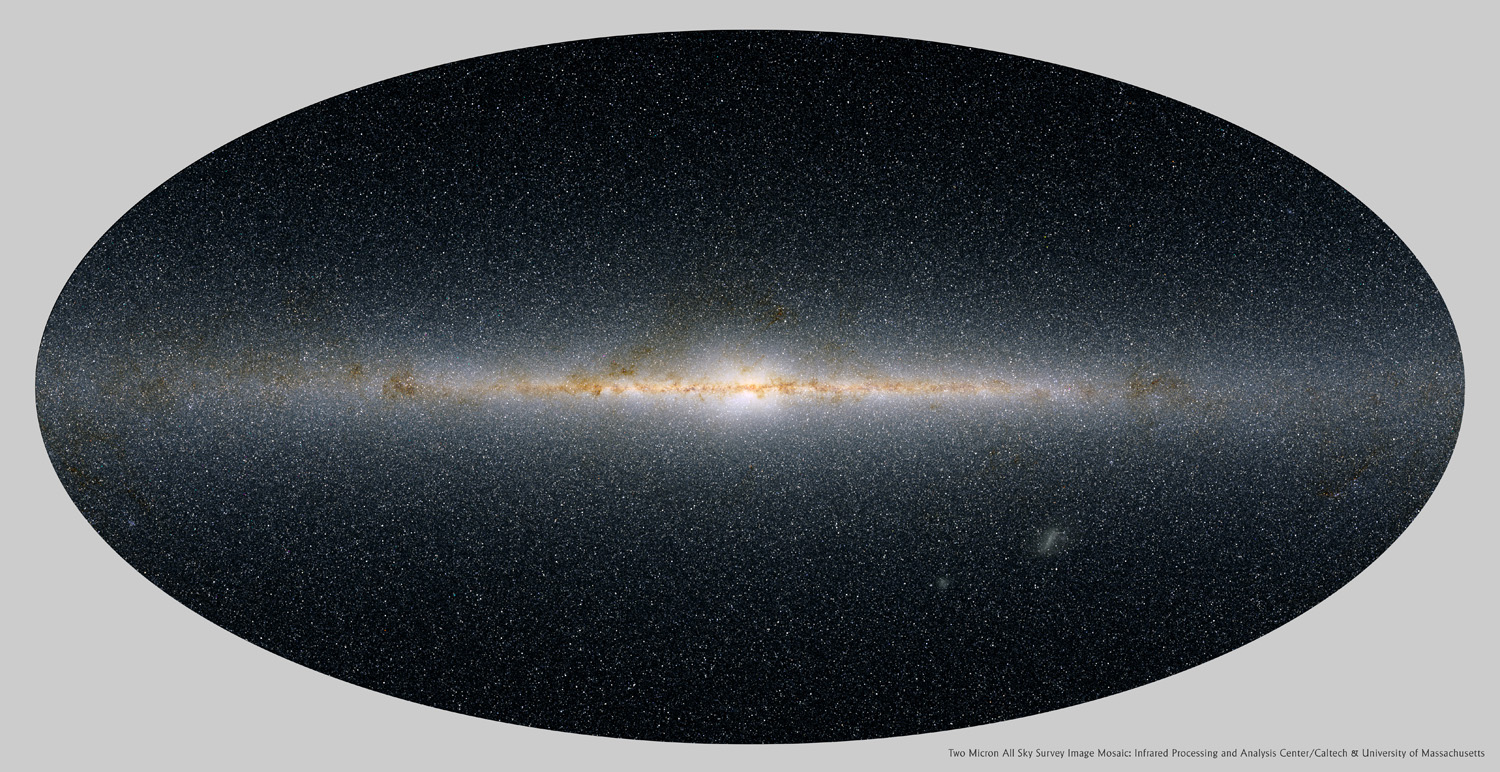
A Tejút a helyi megfigyelő számára egy elkerülési zónát okoz.

Az Elkerülési zóna (Zone of Avoidance, ZOA) vagy Galaktikus homály zóna (Zone of Galactic Obscuration, ZGO) az égbolt azon területe melyet a Tejút eltakar.
Az Elkerülési zónát eredetileg a kevés csillagköd zónájának nevezték Richard Proctor angol csillagász 1878-as tanulmányában, amely a John Herschel General Catalogue of Nebulae (Csillagködök általános katalógusa) című művében szereplő „csillagködök” eloszlására utalt. 

## Háttere
A Földről nézve a Tejútrendszer síkjában (a galaktikus síkban) a csillapítás, a csillagközi por és a csillagok a világűr mintegy 20%-ának látását akadályozzák a látható fény hullámhosszán. Ennek eredményeként az optikai galaxiskatalógusok általában hiányosak a galaktikus sík közelében.

## Modern eredmények
Számos projekt próbálta áthidalni az elkerülő zóna által okozott tudásbeli hiányosságokat. A Tejútrendszerben lévő por és gáz optikai hullámhosszon kioltást okoz, és emiatt az előtérben lévő csillagok összetéveszthetők a háttérgalaxisokkal. A kioltás hatása azonban hosszabb hullámhosszakon, például az infravörös tartományban csökken, és a Tejútrendszer a rádióhullámhosszakon gyakorlatilag átlátszó. Az infravörös tartományban végzett felmérések, mint például az IRAS és a 2MASS, teljesebb képet adtak az extragalaktikus égboltról. Két nagyon nagy közeli galaxist, a Maffei 1-et és a Maffei 2-t Paolo Maffei fedezte fel 1968-ban az elkerülési zónában infravörös emissziójuk alapján. Még így is az égbolt mintegy 10%-át nehéz felmérni, mivel az extragalaktikus objektumok összetéveszthetők a Tejútrendszerben lévő csillagokkal.
Az elkerülési zóna rádiós hullámhosszon történő felmérésére irányuló projektek, különösen a semleges atomos hidrogén (csillagászati nyelven HI) 21 cm-es spin-flip emissziós vonalát használva, számos olyan galaxist fedeztek fel, amelyeket infravörösben nem lehetett észlelni. A HI-sugárzásuk alapján felfedezett galaxisok közé tartozik például az 1994-ben felfedezett Dwingeloo 1 és az 1996-ban felfedezett Dwingeloo 2. 

## Fordítás
- Ez a szócikk részben vagy egészben  a   Zone of Avoidance című angol Wikipédia-szócikk fordításán alapul.  Az eredeti cikk szerkesztőit annak laptörténete sorolja fel. Ez a jelzés csupán a megfogalmazás eredetét és a szerzői jogokat jelzi, nem szolgál a cikkben szereplő információk forrásmegjelöléseként.